# غاستالا
غاستالا (بالإيطالية: Guastalla)‏ هي بلدية في مقاطعة ريدجو إميليا في إقليم إميليا رومانيا الإيطالي.

## السكان
في سنة 1861 بلغ عدد السكان 10٬231 نسمة، وتطور العدد ليصل في سنة 2011 لـ 14٬786 نسمة.
يظهر هذا المخطط البياني تطور النمو السكاني لـ غاستالا

## توأمة
لغاستالا اتفاقيات توأمة مع كل من:
- فوركالكوي
- جوفيناتسو
- Gabicce Mare [الإنجليزية]‏

## أعلام
- ميركو مايستري
- اليكس فالينتيني
- فيسنتي دي غونزاغا إي دوريا